# Orfelia saparai
Orfelia saparai är en tvåvingeart som beskrevs av Lane 1950. Orfelia saparai ingår i släktet Orfelia och familjen platthornsmyggor. Inga underarter finns listade i Catalogue of Life.